# Dr. Mario 64
Dr. Mario 64 (マリオ博士64, Mario hakase 64) (estilitzat com a D℞. Mario 64) és un videojoc d'acció i trencaclosques d'estil Tetris de la saga Mario desenvolupat i publicat per Nintendo per la Nintendo 64. El joc va ser llançat a l'Amèrica del Nord el 8 d'abril de 2001. El joc és un remake millorat de Dr. Mario, que es va llançar originalment per al Nintendo Entertainment System i Game Boy el 1990. La banda sonora del joc està composta per Seiichi Tokunaga, amb arranjaments de clàssics, melodies i composicions noves de Dr. Mario.
Va ser reeditat juntament amb Panel de Pon i Yoshi's Cookie en un videojoc de GameCube anomenat Nintendo Puzzle Collection el 2003, que només es va publicar al Japó.

## Argument
Després d'arribar una nova estació amb les seves corresponents grips, el paper del Dr. Mario és usar les seves Megavitamines per ajudar a la gent de la regió. No obstant això, Wario, qui anhela tenir la fama de Mario, intenta robar les Megavitamines. Més tard, Mad Scienstein i Rudy el pallasso (personatge que ja va aparèixer a Wario Land 3) roben les megavitamines, i tant Dr. Mario i Wario van després d'ell. A través de les seves aventures, tots dos dues es troben amb nombroses criatures de Wario Land 3. El Dr Mario i Wario segueixen al Mad Scienstein fins al castell de Rudy, on hauran de lluitar contra Rudy perquè Mario pugui obtenir de nou les seves vitamines. Si completes el joc en la manera normal o difícil sense continuar, jugaràs una pantalla addicional després d'haver derrotat a Rudy. El contrincant és Metal Mario si vas usar a Wario i el Vampir Wario en cas d'haver jugat amb Dr. Mario

## Jugabilitat
A grans trets, Dr. Mario 64 es juga de la mateixa forma que el seu predecessor Dr. Mario, llançant megavitamines a una gerra plena de virus, així, alienant una combinació de virus i megavitamines aquests desapareixen. Hi ha tres tipus de virus, el virus vermell (febre), el virus blau i el virus grocs (estrany), amb una megavitamina dissenyada per erradicar-los. Inclou les cançons originals del Dr Mario, Fever and Chill, però a més té dues noves cançons cridades Cube i QueQue.
Dr. Mario 64 presenta diversos tipus de jocs. El primer, Classic Mode, presenta un disseny i posada en escena similar al primer Dr Mario. El segon és l'anomenat Story Mode, en est, el jugador ha de manejar a Wario O Mario per recuperar les megavitamines perdudes, vencent als enemics que es trobin pel camí.